# Добровища
Добровища или Добровци (на гръцки: Σκαφιδιά, Скафидия, до 1927 година Δοβροβίστα, Довровиста) е бивше село в Гърция, разположено на територията на дем Кукуш, област Централна Македония.

## География
Селото е било разположено северозападно от град Кукуш (Килкис), на 3 km южно от село Дойран, на река Гьолая в края на Владайския проход.

## История

### Етимология
Според академик Иван Дуриданов името е първоначален патроним на -ишти < -itji от фамилното име Добров от личното име Добро и съответства на чешкото селищно име Dobrovice.

### В Османската империя
В XIX век Добровища е българско село в каза Аврет Хисар (Кукуш) на Османската империя, вероятно малък чифлик. В „Етнография на вилаетите Адрианопол, Монастир и Салоника“, издадена в Константинопол в 1878 година и отразяваща статистиката на населението от 1873 година, Добровци (Dobrovtzi) е посочено като селище с 5 домакинства, като жителите му са 22 българи.
В 1889 година Стефан Веркович („Топографическо-этнографическій очеркъ Македоніи“) отбелязва Добровца (Добреч) като село с 6 български къщи.

### В Гърция
След Междусъюзническата война в 1913 година селото попада в Гърция. В преброяването от 1913 година е отбелязано без население, а в това от 1920 година не се споменава. През 20-те години е обновено от гърци бежанци и през август 1927 година е прекръстено на Скафидия. Малко по-късно е напуснато от жителите си.
| Година    | 1913 | 1920 | 1928 | 1940 | 1951 | 1961 | 1971 | 1981 | 1991 | 2001 | 2011 | 2021 |
| --------- | ---- | ---- | ---- | ---- | ---- | ---- | ---- | ---- | ---- | ---- | ---- | ---- |
| Население | 0    |      |      |      |      |      |      |      |      |      |      |      |